# Abdułkadyr Muchitdinow
Abdułkadyr Muchitdinow, ur. 1892 w Bucharze, zm. 1 czerwca 1934) – radziecki polityk, przewodniczący Rady Komisarzy Ludowych Tadżyckiej ASRR (1926-1929).

## Życiorys
W latach 1916-1918 był członkiem organizacji młodobucharców, a w 1918 Partii Młodobucharców Komunistów-Bolszewików, w marcu 1919 został członkiem Muzułmańskiego Biura KC Komunistycznej Partii (bolszewików) Turkiestanu, od 1919 do stycznia 1920 przewodniczył bucharsko-turkiestańskiej sekcji Centralnego Biura Muzułmańskich Organizacji Komunistycznych przy KC RKP(b). 11 czerwca 1919 został członkiem KC Partii Młodobucharców Komunistów-Bolszewików, a 14 stycznia 1920 Centralnego Biura Muzułmańskich Organizacji Komunistycznych przy KC RKP(b), był też sekretarzem odpowiedzialnym gazety "Kutulisz" ("Wyzwolenie") w Moskwie i do 14 września 1920 nazirem handlu i przemysłu Bucharskiej Ludowej Republiki Radzieckiej. Od 14 września 1920 do 18 września 1921 był przewodniczącym Bucharskiego Centralnego Komitetu Rewolucyjnego, 1921-1923 ponownie nazirem handlu i przemysłu Bucharskiej LRR, 1923-1924 przewodniczącym jej Rady Ekonomicznej, a od 15 maja 1923 do 1924 członkiem Przedstawicielstwa Bucharskiej LRR/Bucharskiej SRR przy Środkowoazjatyckiej Naradzie Ekonomicznej. Od grudnia 1924 do października 1926 był zastępcą przewodniczącego Tadżyckiego Komitetu Rewolucyjnego, jednocześnie przewodniczącym jego Komisji Planowej i komisarzem handlu wewnętrznego, od 16 grudnia 1926 do 15 stycznia 1929 przewodniczącym Rady Komisarzy Ludowych Tadżyckiej ASRR, 1929-1930 członkiem Przedstawicielstwa Tadżyckiej ASRR/SS przy Środkowoazjatyckiej Naradzie Ekonomicznej, a 1930-1933 ludowym komisarzem zaopatrzenia Uzbeckiej SRR. 21 sierpnia 1933 został aresztowany, następnie skazany na śmierć i stracony.